# Quận Lincoln, Kansas
Quận Lincoln là một quận thuộc tiểu bang Kansas, Hoa Kỳ.
Quận này được đặt tên theo. Theo điều tra dân số của Cục điều tra dân số Hoa Kỳ năm 2000, quận có dân số người. Quận lỵ đóng ở Lincoln Center.

## Thông tin nhân khẩu
Theo điều tra dân số [2] năm 2000, đã có 3.578 người, 1.529 hộ gia đình, và 1.039 gia đình sống trong quận hạt. Mật độ dân số là 5 người trên một dặm vuông (2/km ²). Có 1.853 đơn vị nhà ở mật độ trung bình của 3 trên một dặm vuông (1/km ²). Về cơ cấu chủng tộc của dân cư quận, có 98,30% người da trắng, 0,11% da đen hay Mỹ gốc Phi, 0,48% người Mỹ bản xứ, 0,11% châu Á, 0,25% từ các chủng tộc khác, và 0,75% từ hai hoặc nhiều chủng tộc. 1,03% dân số là người Hispanic hay Latino thuộc một chủng tộc nào.

Quận Lincoln có 1.529 hộ, trong đó 27,10% có trẻ em dưới 18 tuổi sống chung với họ, 58,10% là đôi vợ chồng sống với nhau, 6,40% có một chủ hộ nữ không có mặt chồng, và 32,00% là các gia đình không. 29,60% hộ gia đình đã được tạo ra từ các cá nhân và 16,40% có người sống một mình 65 tuổi hoặc lớn tuổi hơn là người. Cỡ hộ trung bình là 2,29 và cỡ gia đình trung bình là 2,81.
Trong quận, cơ cấu độ tuổi dân cư được trải ra với 23,50% dưới độ tuổi 18, 5,50% 18-24, 22,90% 25-44, 24,60% từ 45 đến 64, và 23,50% từ 65 tuổi trở lên người. Độ tuổi trung bình là 44 năm. Đối với mỗi 100 nữ có 96,20 nam giới. Đối với mỗi 100 nữ 18 tuổi trở lên, đã có 92,40 nam giới.
Thu nhập trung bình cho một hộ gia đình trong quận đạt 30.893 USD, và thu nhập trung bình cho một gia đình là 36.538 USD. Phái nam có thu nhập trung bình 24.681 USD so với 20.000 USD của phái nữ. Thu nhập bình quân đầu người là 15.788 USD. Có 7,30% gia đình và 9,70% dân số sống dưới mức nghèo khổ, bao gồm 11,70% những người dưới 18 tuổi và 10,00% của những người 65 tuổi hoặc hơn. 